# Museum voor Dierkunde (Leuven)

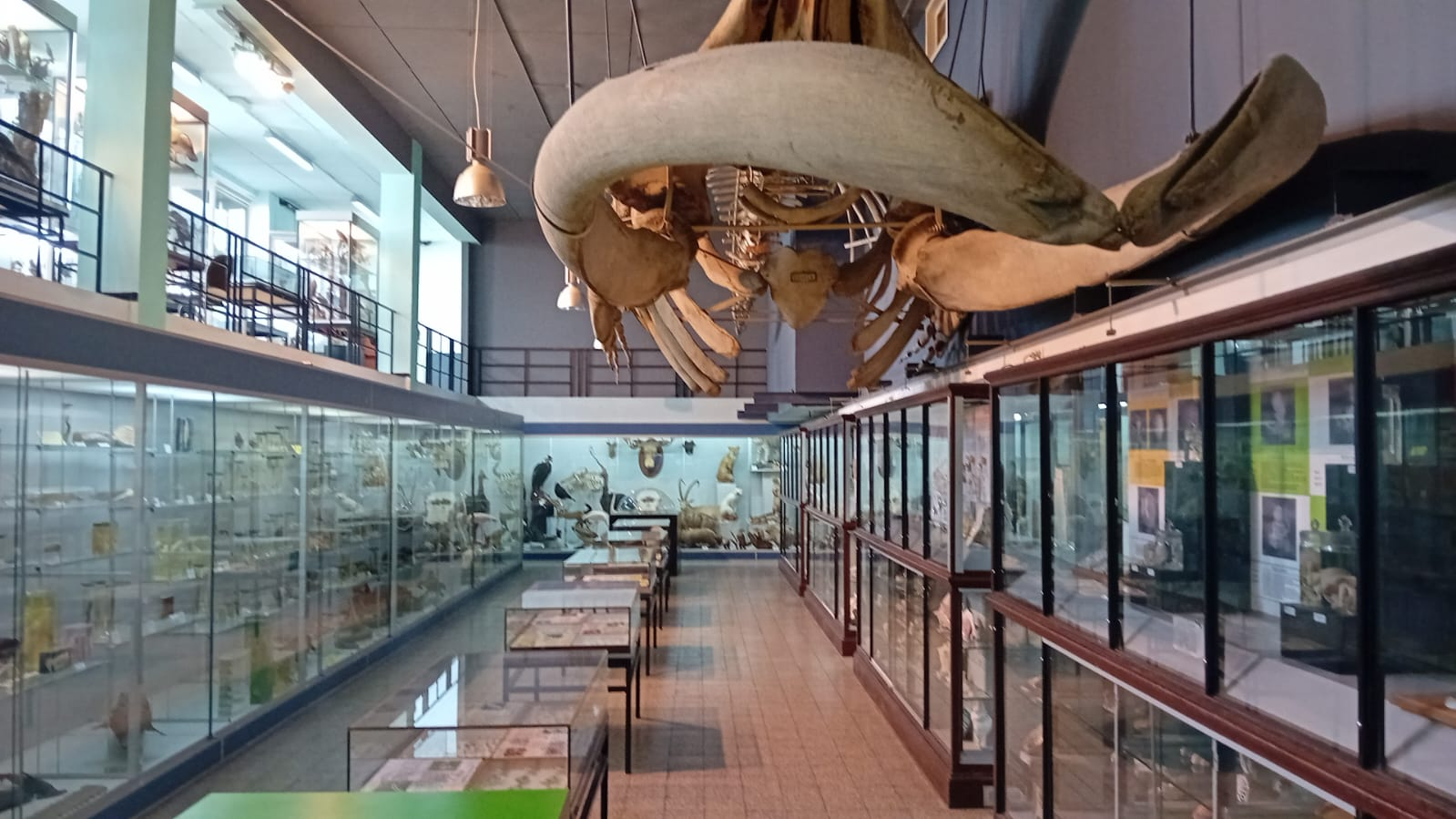
Museum voor Dierkunde (Leuven)

Het Museum voor Dierkunde in Leuven, opgericht in 1817 door de universiteit van Leuven, is een wetenschappelijk museum en huisvest een uitgebreide collectie gewervelde en ongewervelde dieren en anatomische preparaten. Het museum richt zich zowel op wetenschappelijk onderzoek als op educatie en publieksvoorlichting.
Het Museum voor Dierkunde biedt een educatieve ervaring die zowel de wetenschappelijke geschiedenis als de huidige biodiversiteit omvat. Er zijn tentoonstellingen over diverse diergroepen, evolutionaire stambomen en historische artefacten die de ontwikkeling van de biologie weerspiegelen.

## Collecties en topstukken
Het museum herbergt anno 2024 een collectie van ongeveer 5000 bewaarde dieren en skeletten, waaronder opgezette dieren uit de 19e eeuw en exemplaren bewaard in vloeistof. Hoogtepunten zijn onder andere:
- Het skelet van de Groenlandse walvis, aangeschaft door Van Beneden omstreeks 1880 en een overlevende van het bombardement tijdens W.O.II.
- De coelacanth, een levende fossiel en een zeldzame vertegenwoordiger van de Actinistia.
- Een opgezette trekduif.

## Geschiedenis
Het museum vond zijn thuis in het Koningscollege onder de naam "Kabinet voor Natuurlijke Historie". Onder leiding van professor Pierre-Joseph Van Beneden, die vanaf 1851 in het college woonde, groeide de zoölogische collectie aanzienlijk. Van Beneden, een gerenommeerde Belgische dierkundige, verwierf internationale erkenning voor zijn werk, waaronder de ontdekking van de levenscyclus van lintwormen.
Tijdens de Tweede Wereldoorlog werd het museum getroffen door luchtbombardementen, wat resulteerde in aanzienlijke verliezen voor de zoölogische collectie. Na de universitaire splitsing in 1970 werden de overgebleven collecties verdeeld tussen de KU Leuven en haar zusteruniversiteit, de UCL. Sindsdien is de collectie opnieuw opgebouwd door ecologische studiereizen en schenkingen.